# Tritsennam
Tritsennam was de vijfentwintigste tsenpo, ofwel koning van Tibet. Hij was een van de legendarische koningen en de tweede van de vijf verenigende koningen met de naam Tsen (300-493).